# Спарти
Спарти (греч. Σπάρτη) — необитаемый остров в Ионическом море у восточного побережья острова Лефкас, напротив города Нидрион, севернее острова Скорпиос. Один из немногих частных островов. Административно относится к сообществу Спартохорион в общине Меганисион в периферийной единице Лефкас в периферии Ионические острова.
В апреле 2013 года компания, входящая в траст, действующий в интересах Екатерины Рыболовлевой (дочери российского миллиардера Дмитрия Рыболовлева), заключила договор на аренду сроком на 99 лет группы островов у западного побережья Греции, в том числе острова Скорпиос и Спарти. Рыболовлев заплатил за острова 126 млн долларов США.